# Mokohinau Islands Lighthouse
Mokohinau Islands Lighthouse ist ein Leuchtturm auf Burgess Island, einer der Inseln der Mokohinau Islands vor der Nordostküste der Nordinsel Neuseelands. Er wird von Maritime New Zealand betrieben. Mit seiner isolierten Lage auf einer unbewohnten Insel 50 km vor Cape Rodney ist er einer der Leuchttürme mit der größten Entfernung zum Festland des Landes. Er dient der Orientierung für vom Pazifik auf Neuseeland zusteuernde Schiffe.
Der zylindrische Ziegelturm wurde 1883 erbaut und am 18. Juni des gleichen Jahres in Betrieb genommen. Der 14 m hohe Turm steht in 52 m Höhe. Er wurde anfangs von einer Öllampe beleuchtet. 1939 wurde der Turm elektrifiziert und von einem Dieselgenerator versorgt. 1980 wurde der Turm automatisiert und die Leuchtturmwärter abgezogen. Er wird seitdem wie alle Leuchttürme Neuseelands von einem zentralen Kontrollraum am Sitz von Maritime New Zealand in Wellington ferngesteuert. 1996 wurde die 1000-W-Lampe und der Dieselgenerator durch ein rotierendes Leuchtfeuer mit einer 35-W-Halogenlampe ersetzt, die über akkugepufferte Solarzellen versorgt wird.
Nachdem das Dampfschiff Niagara am 19. Juni 1940 durch eine der von einem deutschen Zerstörer auf Schifffahrtswegen in der Gegend gelegten Minen gesunken war, vermutete man, der Zerstörer habe sich an diesem Leuchtturm orientiert. Das Leuchtfeuer wurde daher bis 1947 außer Betrieb genommen.
Die Leuchtturmwärter auf der Insel wurden nur dreimal jährlich mit Versorgungsgütern beliefert und hatten sonst keine Möglichkeit der Kommunikation mit dem Festland. Wenn sich das Versorgungsschiff verzögerte, mussten die Wärter zum Überleben alles essen, was sie auf der Insel finden konnten. Ein Beschwerdebrief an einen Minister kurz nach Inbetriebnahme brachte keine Besserung. So baute einer der Leuchtturmwärter 1908 ein kleines Boot aus Blech mit Blechsegeln und legte Briefe an einen Freund, den nächstgelegenen Laden und das New Zealand Marine Department hinein. Das Boot wurde auf dem Festland gefunden und bereits nach neun Tagen war ein Versorgungsschiff unterwegs. Das Auckland Museum stellt dieses Boot als „kleinstes Postboot der Welt“ aus.